# Jełchowka (rejon jełchowski)
Jełchowka (ros. Елховка) – wieś (sieło) w Rosji, w obwodzie samarskim, ośrodek administracyjny rejonu jełchowskiego. W 2010 liczyła 3268 mieszkańców.